# قرواو
قرواو هي إحدى بلديات ولاية البليدة التابعة لـ دائرة بوفاريك. تقع في الجهة الجنوبية لسهل متيجة بمحاذاة الأطلس البليدي على بعد 07 كم شرقا مقر ولاية البليدة وب 08 كلم جنوب مقر الدائرة ومساحتها 18.00 كم² وتضم مركز سيدي عيسى. هناك ملحق إداري على مستوى سيدي عيسى.
يوجد ببلدية قرواو، أربع مدارس إبتدائية، ومتوسطتان، وثانوية جديدة واحدة سيتم افتتاحها قريبا، أما في مجال التعليم العالي، فقد حظي تراب البلدية بتواجد المدرسة الوطنية العليا للري (ENSH).